# Juchnowski
Juchnowski (Nowina odmienna, Złotogoleńczyk) – polski herb szlachecki z nobilitacji.

## Opis herbu
W polu błękitnym zawiasa kotłowa srebrna, na której zaćwieczony miecz o takiejż głowni i rękojeści złotej.
Klejnot – goleń zbrojna, czarna, z zaćwieczonym w zgięciu krzyżem ćwiekowym, z ogniwem łańcucha i jednym pierścieniem kajdan w miejsce ostrogi.
Labry błękitne, podbite srebrem.

## Najwcześniejsze wzmianki
Nobilitacja Łukasza Juchnowskiego z 4 stycznia 1591.

## Etymologia
Nazwa Nowina odmienna jest urobiona od nazwy podstawowej wersji herbu. Złotogoleńczyk to nazwa obrazowa w stosunku do klejnotu.

## Herbowni
Juchnowski.